# Variationen über ein Thema von Paganini (Brahms)

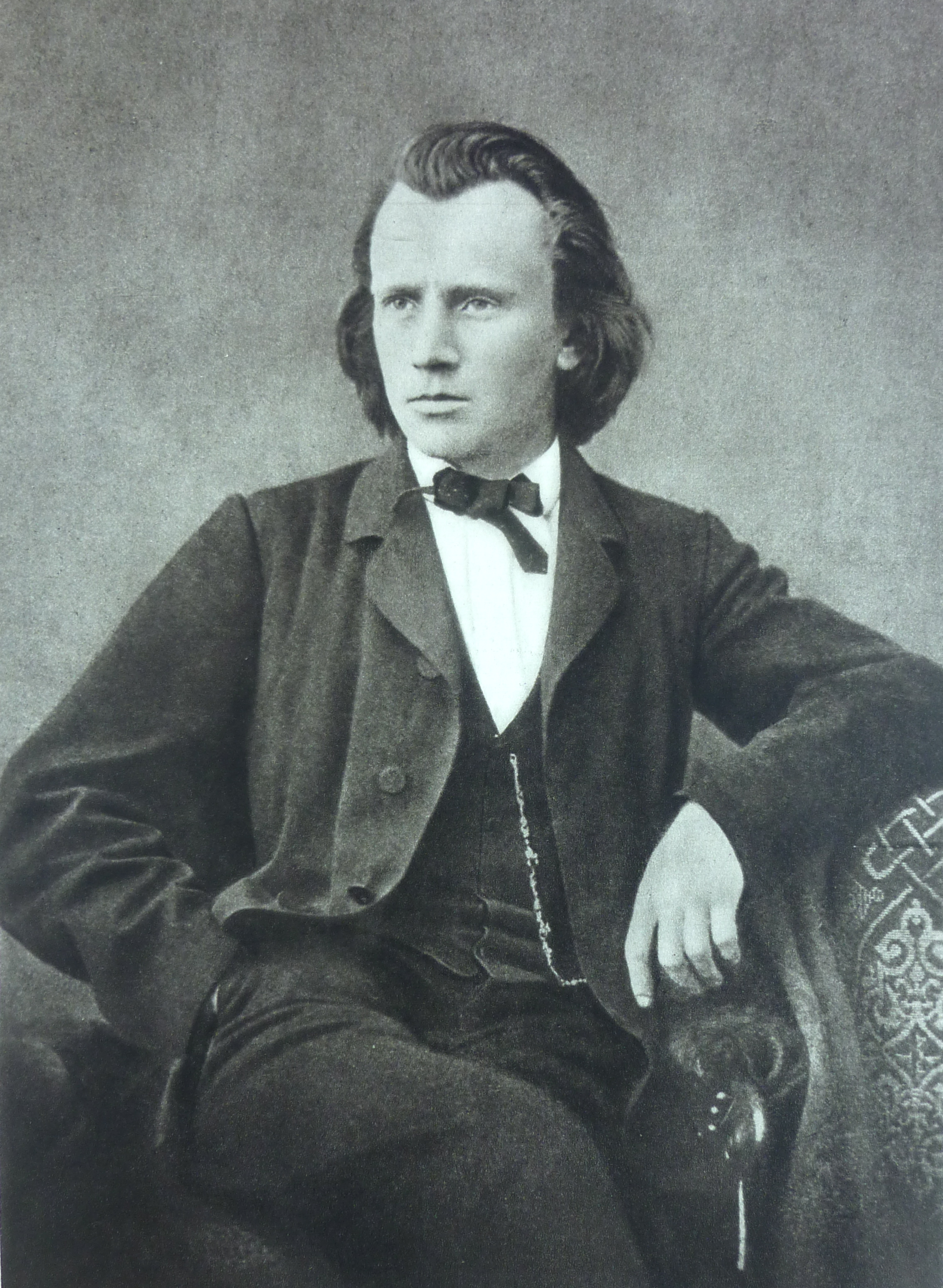
Der junge Johannes Brahms (um 1866)

Die Variationen über ein Thema von Paganini op. 35 sind ein Klavierwerk von Johannes Brahms, das größtenteils im Winter 1862/63 in Wien vollendet und im Januar 1866 im Verlag J. Rieter-Biedermann veröffentlicht wurde.
Die 28 Variationen gehören zu den schwierigsten Werken der romantischen Klavierliteratur und wurden vom Komponisten am 25. November 1865 in Zürich uraufgeführt. Anlass dieser Studien für Klavier, die sich auf zwei Hefte mit je 14 Variationen verteilen, war das beeindruckende Spiel des Pianisten Carl Tausig, den Brahms in Wien kennengelernt hatte.
Als Thema wählte er das 24. Capriccio in a-Moll aus den 24 Capricci op. 1 für Violine solo von Niccolò Paganini, dessen virtuoses Geigenspiel um 1830 in zahlreichen europäischen Metropolen einiges Aufsehen erregte und Komponisten wie Robert Schumann und Franz Liszt beeinflusste.

## Inhalt
Incipit des Themas:
Das Werk ist streng symmetrisch aufgebaut. Die beiden Hefte beginnen jeweils mit dem aus 24 Takten bestehenden Thema, dem vierzehn Variationen folgen. Die beiden Finalvariationen (Allegro und Presto ma non troppo) sind ausgedehnter und bilden den dramatischen und virtuosen Höhepunkt der Komposition. Bis auf die langsameren Variationen in Dur, die freier gestaltet sind, haben sie dieselbe Tonart (a-Moll) und bewegen sich im harmonischen Grundgerüst des Vorbildes.
Jede Variation behandelt ein bestimmtes technisches Problem in konzentrierter Weise, die an eine Etüde erinnert. So werden Sexten, und Terzen, Oktaven, Arpeggien, Repetitionen, Sprünge und rhythmische Probleme bis an die Grenze des Spielbaren vorgeführt.
Die Paganini-Variationen sind ein Konzentrat der typischen Klaviertechnik des Komponisten, mit der er sich in den 1893 veröffentlichten 51 Übungen für Klavier erneut auseinandersetzte. Im Gegensatz zu dem extrovertierten und glitzernd-effektvollen Personalstil von Franz Liszt, der von Skalen und virtuosen Verzierungen geprägt ist, zeichnet sich Brahms’ sehr charakteristischer und bisweilen spröder Klaviersatz – neben Terzen und Sexten – durch Vollgriffigkeit, Synkopen, polyphone Strukturen und kräftige Bässe aus.

## Hintergrund und Rezeption

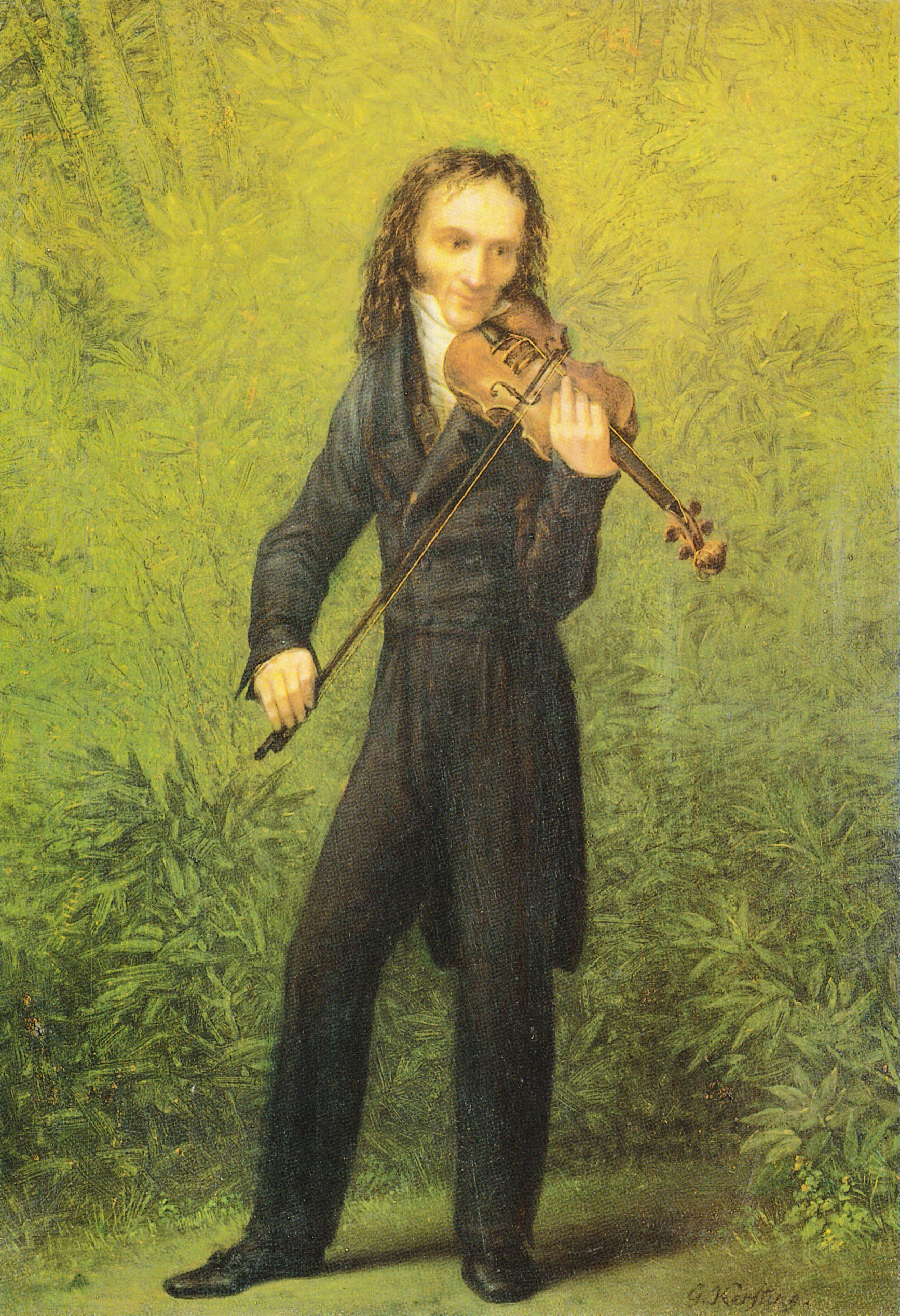
Paganini, in hoher Lage auf der G-Saite spielend, Gemälde von Georg Friedrich Kersting (1830/31)

Brahms konzipierte die Variationen während seines ersten Wiener Aufenthalts im Winter 1862/63, arbeitete sie danach aber noch deutlich um. Nachdem er sie im Februar 1864 dem Musikverlag Breitkopf & Härtel angeboten hatte, erschienen sie erst im Januar 1866 im Musikverlag von Jakob Melchior Rieter-Biedermann.
Die 1810 komponierten 24 Capriccen Paganinis erfordern Sprünge, Doppelgriffe und kühnes Lagenspiel und haben – auch durch die legendären Auftritte des Teufelsgeigers in europäischen Metropolen – viele Zeitgenossen sowie die nachfolgenden Generationen beeinflusst. So suchte Franz Liszt, der berühmteste Pianist des 19. Jahrhunderts, unter dem Eindruck von Paganinis Spiel neue Wege der pianistischen Technik und konnte in virtuosen Etüden – etwa den Études d’exécution transcendante – dem Klavier bislang unbekannte technische und klangliche Seiten abgewinnen. 
Mit den sechs Grandes études d'après Paganini – unter ihnen die berühmte La Campanella (1838, überarbeitet 1851) – erschloss er nicht nur einige der Kompositionen Paganinis für das Klavier, sondern übertrug dessen Spiel in die pianistische Sphäre. In seiner sechsten Etüde verarbeitet er ebenfalls das Thema der 24. Caprice.
Brahms präsentierte mit seinen Variationen ein weitaus umfangreicheres Spektrum pianistischer Techniken als Liszt. Dazu gehören Probleme der Sprungtechnik, Doppelgriffe und polyrhythmische Raffinessen. Mit dieser hochvirtuosen Ausrichtung scheinen die Stücke für Brahms ungewöhnlich zu sein, da in seinen übrigen technisch anspruchsvollen Klavierwerken einschließlich der beiden Klavierkonzerte die Virtuosität nicht als Selbstzweck dient.
Brahms knüpfte mit ihnen allerdings auch an Robert Schumann an, der bereits etwa 30 Jahre zuvor Sechs Studien für das Pianoforte nach Capricen von Paganini op. 3 sowie Sechs Konzert-Etüden nach Capricen von Paganini op. 10 geschrieben hatte. Später komponierte Schumann noch eine Klavierbegleitung zu den 24 Capricen und tauschte sich darüber mit Brahms aus. Am 16. September 1865 schrieb Brahms einen Brief an Breitkopf & Härtel, in dem er die „bedeutende(n) technische(n) Schwierigkeit(en)“ der Paganini-Variationen und des Klavierquintetts op. 34 ansprach.
Die „Ambivalenz zwischen äußerer Virtuosität und strukturellem Anspruch“ erschwerte die Rezeption des Werkes. Die hohen technischen Anforderungen und die Betonung spezieller Aspekte des Klaviersatzes führten dazu, es in die Nähe von bloßen Übungsstücken zu rücken. Auch der Titel der Variationen (Studien) begünstigte diese Deutung. So hielt bereits Max Kalbeck die Komposition für ein „unübertreffliches Meisterwerk der Klavierpädagogik höheren Stils“.
Carl Tausig nahm das Werk in sein Repertoire auf und trug es häufig vor, während Clara Schumann, der Brahms 1863 das Manuskript geschickt hatte, es im Gegensatz zu den ebenfalls anspruchsvollen Variationen über ein Thema von Händel op. 24 zwar intensiv studiert, aber nicht öffentlich gespielt zu haben scheint.
Das beliebte Thema von Paganini wurde auch von anderen Komponisten für eigene Variationen verwendet. So nutzte Sergei Rachmaninow es in der Rhapsodie über ein Thema von Paganini op. 43 für Klavier und Orchester (1934) und Witold Lutosławski in den Variationen über ein Thema von Paganini (zunächst 1939 für 2 Klaviere komponiert, dann 1978 für Klavier und Orchester eingerichtet). Weitere Komponisten sind Boris Blacher mit den Paganini-Variationen op. 26 für Orchester (1947), James Barnes in seinen Fantasy Variations on a Theme by Niccolò Paganini für Blasorchester (1988), Philip Wilby in Paganini Variations für Brass Band (1991) und Marc-André Hamelin mit den Variations on a Theme of Paganini (2011).